# 단외
단외(段煨, ? ~ 209년)는 중국 후한 말의 무장으로, 자는 충명(忠明)이며 양주(凉州) 무위군(武威郡) 사람이다.

## 생애
동탁(董卓)을 섬겼다.
초평(初平) 2년(191년), 반동탁연합(反董卓聯合)의 손견(孫堅)이 동탁군의 호진(胡軫)과 여포(呂布)의 군세를 무찌르고 화웅(華雄)을 죽였다. 손견의 공격에 대비하기 위하여, 동탁은 중랑장(中郞將) 단외에게 화음(華陰)에 주둔하도록 하였다. 단외는 화음에서 농업을 장려하고 약탈을 행하지 않는 등 성실하게 다스렸으며, 동탁이 죽은 후에도 계속 통치하였다.
흥평(興平) 2년(195년) 겨울, 이각(李傕) · 곽사(郭汜)의 난을 피하여 헌제(獻帝)는 장안(長安)을 빠져나와 낙양(洛陽)으로 출발하였다. 도중에 헌제는 화음에 머물렀는데, 이때 영집장군(寧輯將軍)이었던 단외는 헌제에게 의복을 제공하는 한편 헌제를 자신의 진영에 모시려 하였다. 그러나 단외는 당시 헌제를 수행하였던 후장군(後將軍) 양정(楊定)과 사이가 나빴고, 결국 그의 공격을 받았기 때문에 실행에 옮기지 못하였다. 이러한 동안에도 단외는 자신이 사심을 품고 있지 않음을 보이기 위하여 헌제와 문무백관들을 극진히 보살폈다. 그 후 이각과 곽사가 단외를 지원하여 양정을 공격하였기 때문에, 양정은 형주(荊州)로 피신하였다.
이때 즈음에, 이각의 부하 가후(賈詡)가 단외에게 몸을 의탁하였다. 단외는 그의 재능을 두려워하면서도 보살폈는데, 가후는 이를 알아차리고 그의 곁을 떠나 장수(張繡)에게 갔다. 비록 가후가 떠났으나, 단외는 남겨진 그의 가족들을 정중히 보살폈다.
건안(建安) 3년(198년), 알자복야(謁者僕射) 배무(裴茂)가 이각 토벌에 나서자 단외도 이에 종군하여 이각을 주살하였고, 이 공으로 안남장군(安南將軍) · 문향정후(闅鄕亭侯)에 봉해졌다. 이후 진원장군(鎭遠將軍) · 영북지태수(領北地太守)에 임명되었고, 입조하여 조정에서 대홍려(大鴻臚) · 광록대부(光祿大夫)에 임명되었다.
건안 14년(209년), 병에 걸려 숨을 거두었다.

## 《삼국지연의》 속 단외
사실(史實)과 거의 같다. 화음에서 헌제 일행을 보살피며, 이각을 토벌하여 그의 목을 베고 일족 200여 명을 사로잡아 허도(許都)에서 조조(曹操)에게 바쳤다. 조조는 단외의 공적을 치하하여 그를 탕구장군(盪寇將軍)에 임명하였다.